# Casa Llinàs
Casa Llinàs és un edifici al municipi de Begur (Baix Empordà) catalogat a l'Inventari del Patrimoni Arquitectònic de Catalunya. Edifici projectat el 1978 i executat el 1980, de planta rectangular arran de la carretera (deixant l'espai per deixar-hi el cotxe (espai emportinar, terra sola) i amb vistes al mar. L'edifici segueix la composició de tancar-se a la carretera . Gràcies a la part massissa de la casa i on hi ha les dependències (en dues plantes) que només s'exterioritzen (en P.Pis) en una finestra longitudinal per potenciar aquesta idea. Com el terreny descendeix, existeix un mur de bloc de formigó que se separa de la casa i crea una zona de servei (rentador) i de ventilació de la planta baixa (cuina, i cambra de planta baixa).
La part de vistes se'ns mostra com una gran vidriera (formant una quadrícula amb els marcs) que està protegida per un porxo en gelosia de fusta i que se sosté per uns columnetes metàl·liques mínimes. Aquest volat sobresurt pels laterals i ajuda en la composició dels testers que se'ns mostra perfectament la idea preconcebuda: cos massís de les estances, volat del porxo i part de vidre del passadís-escala-accés-estar.
Per accedir-hi s'entra pel lateral esquerra de la façana de vidre i dona a un passadís polifuncional, on donen les estances i on hi ha l'escala longitudinal d'accés a la planta superior (també serveix d'estar).
La façana de vidre es recolza sobre el muret que el separa del jardí davanter i que s'obre amb una escala per la dreta i altre per l'esquerra (aquest murets són de bloc de formigó). Tota la casa (part massissa) és de color blanc.